# Humedal de Tunquén
El humedal de Tunquén se encuentra ubicado en la desembocadura del estero Casablanca, sobre el límite de las comunas de Casablanca y Algarrobo, en la localidad de Tunquén, Región de Valparaíso, Chile.
Este ecosistema es el resultado del embancamiento del estero Casablanca producto de la presencia de una barra de acumulación de arenas, lo cual da forma a la laguna que en definitiva conforma al humedal.
Además de su valor intrínseco como hábitat y corredor biológico entre otros humedales de la región, como El Yali, la desembocadura del río Maipo, el humedal de Cartagena, la laguna El Peral, el lugar ofrece a sus visitantes bellas vistas panorámicas y paisajes naturales.
El Humedal de Tunquén fue declarado Santuario de la Naturaleza el 10 de octubre de 2014, bajo el Decreto Supremo Nº75 del Ministerio del Medio Ambiente de Chile, protegiendo un polígono de 95,97 hectáreas. Sus objetos de protección son:
1. las formaciones vegetacionales de bosque esclerófilo costero y desierto costero;
2. el sistema dunario;
3. las especies de flora y fauna en estado de conservación y, en especial, la fauna íctica nativa, representada por las especies Bagre Chico (Trichomycterus areolatus), Pejerrey de Escama Chica (Basilichthys microlepidotus) y Pocha (Cheirodon pisciculus);
4. el humedal, conformado por el estero Casablanca y su estuario, y los servicios ecosistémicos asociados;
5. y la singularidad paisajística.[5]

Estudios posteriores a esta declaración demostraron que el ecosistema que rodea al humedal, formado por las dunas, quebradas, acantilados y la playa de Tunquén, presenta atributos ambientales y paisajísticos que lo convierten en un ecosistema único, de gran valor tanto para la región de Valparaíso como para el país. Debido a lo anterior, el 12 de octubre de 2021 se crea el Santuario de La Naturaleza Playa Tunquén - Quebrada Seca, con una superficie aproximada de 144,5 hectáreas, y el 4 de junio de 2023, el Santuario de La Naturaleza Playa Sur de Tunquén, con una superficie aproximada de 41,5 hectáreas. De esta forma, un total de 281,97 hectáreas del ecosistema del humedal de Tunquén se encuentran protegidas bajo la figura de Santuario de La Naturaleza.

## Patrimonio Natural

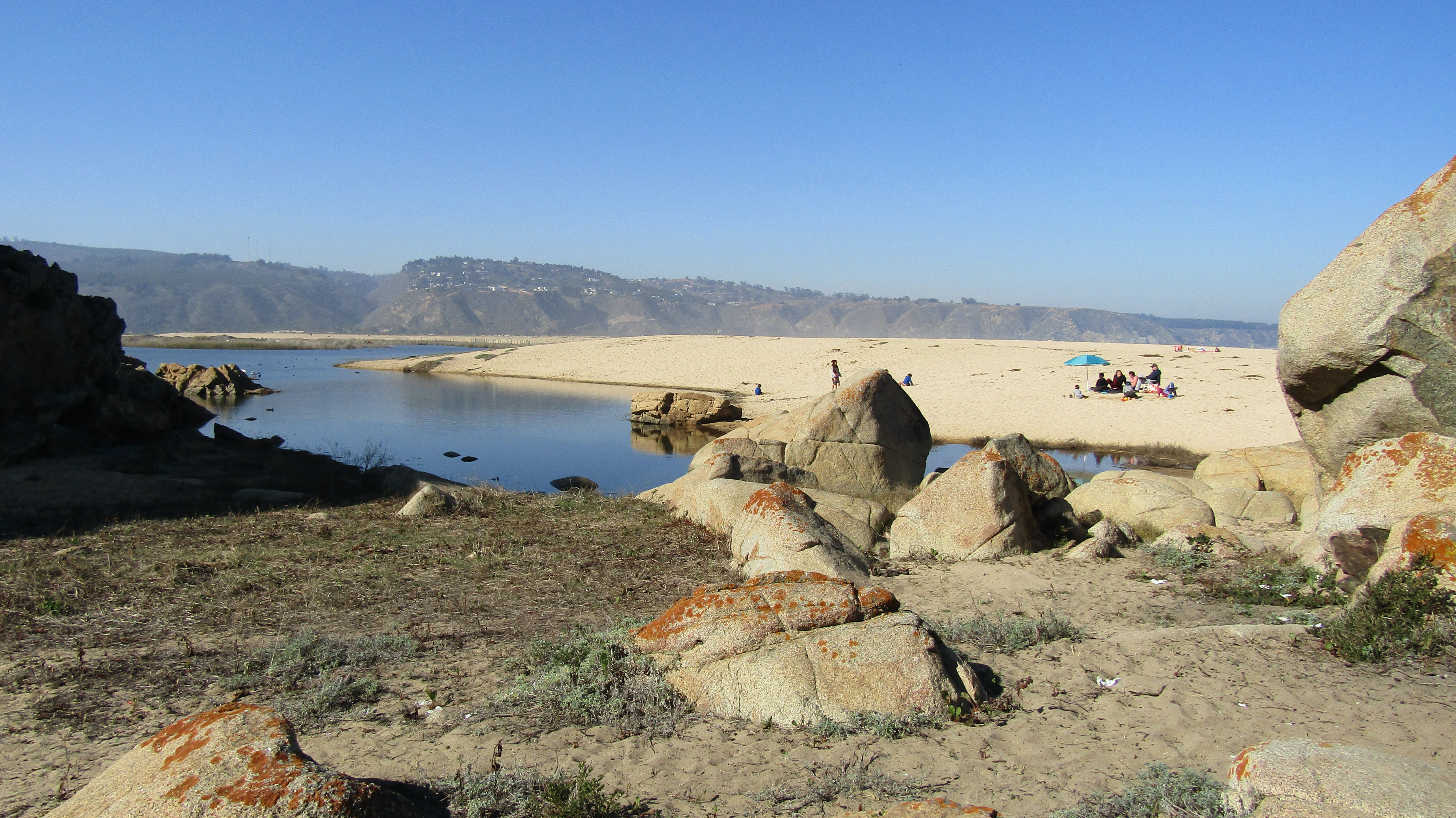
Vista del Humedal de Tunquén y la playa adyacente, donde se ven algunas personas descansando en ella.

Según la declaración como Santuario de La Naturaleza, el valor ecológico del humedal radica en la coexistencia de fragmentos de diferentes ecosistemas tales como:
- el humedal, formado por el Estero Casablanca, las praderas de inundación y la zona estuarina, localizada en la desembocadura del mismo estero;
- las formaciones vegetacionales características del bosque y matorral esclerófilo costero y del desierto costero; con especies arbóreas dominantes como peumo ( cryptocarya alba), molle (schinus molle), Boldo (Peumus Boldus), Corcolén (Azara Serrata), Mayu (Sophora macrocarpa), Coligue (chusquea culeou),Voqui negro (Cissus Struiata), voquicillo (Diplolepis geminflora) Lechón (Adenopeltis serrata) [9]
- y el ecosistema dunario.[5]

Cabe destacar la singularidad paisajística de la zona, la cual presenta una conformación geomorfológica con terrazas de abrasión marina, terrazas aluviales, playa, lechos fluviales, acantilados y dunas, todo lo cual alberga una diversidad de ecosistemas que se caracteriza por una alta biodiversidad y un bajo nivel de intervención antrópica.

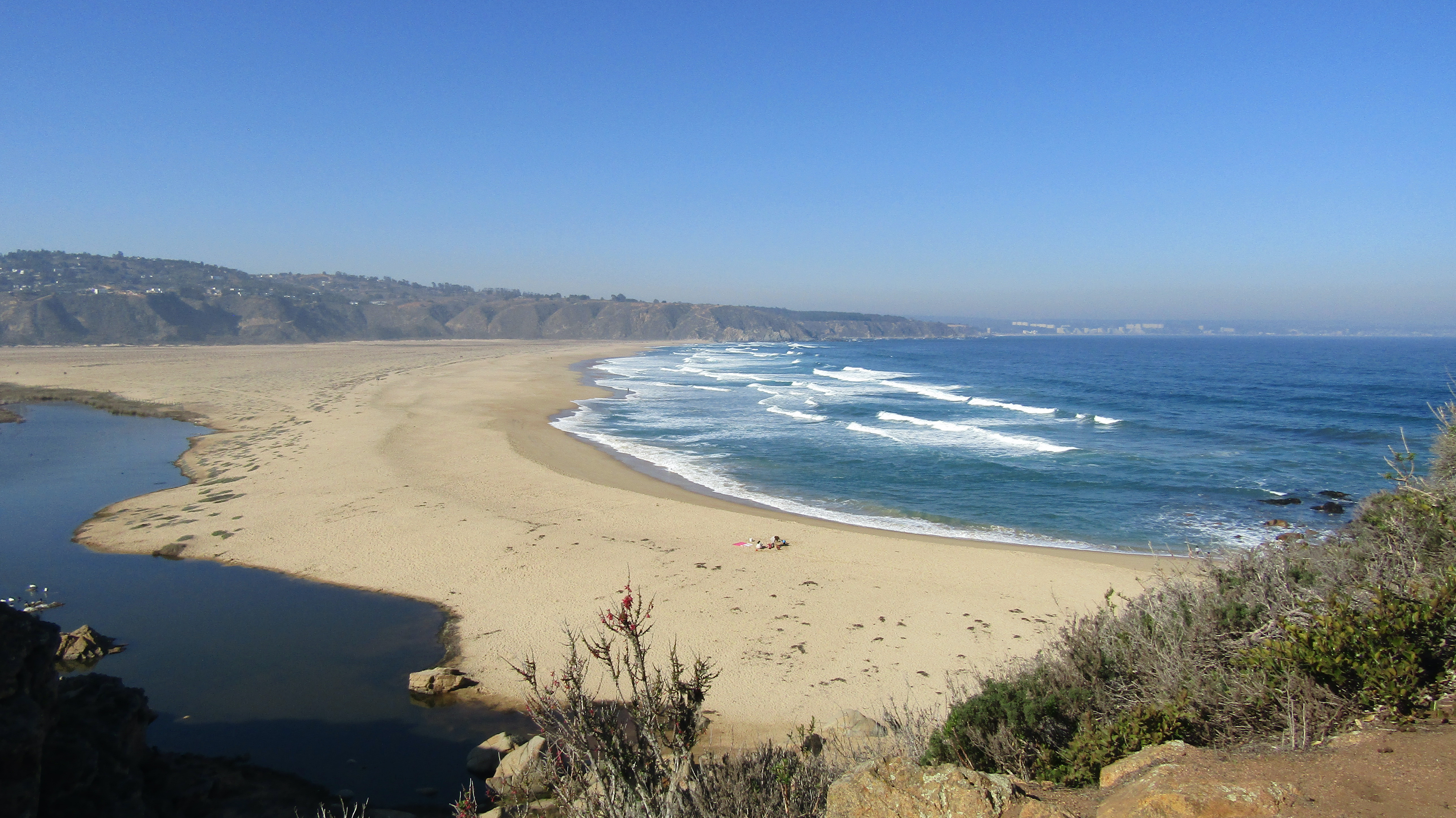
Paisaje del humedal y playa de Tunquén. A la izquierda de la fotografía, el Humedal de Tunquén; al centro, la playa del mismo nombre, de arenas blancas; y a la derecha, el Océano Pacífico.

En relación con lo anterior, el humedal de Tunquén alberga numerosas especies en diversos estados de conservación de la Lista Roja de la UICN . Entre estas, destacan especies de flora como la jarilla (Adesmia balsámica; VU), tahay (Calydorea xiphioides; EN); el lúcumo chileno (Pouteria splendens; EN), la mariposa de Los Molles (Alstroemeria pelegrina; VU) y el quisco (Echinopsis litoralis; NT). Respecto a especies de fauna, destacan peces como el pejerrey de escama chica (Basilichthys microlepidotus; VU), la pocha (Cheirodon pisciculus; VU) y el bagre chico (Trichomycterus areolatus; VU); anfibios como el sapo de rulo (Bufo chilensis; VU), el sapo de cuatro ojos (Pleurodema thaul; NT) y la rana chilena (Caudiverbera caudiverbera; VU); reptiles como la culebra de cola corta (Tachymenis chilensis; VU);culebra cola larga (philodryas chamissoni), Lagartija tenue (liolaemus tenuis). Además cuenta con mamíferos como el degú costino (Octodon lunatus; VU) y aves como la torcaza (Columba araucana; VU) y el guanay (Phalacrocorax bougainvillii; VU)

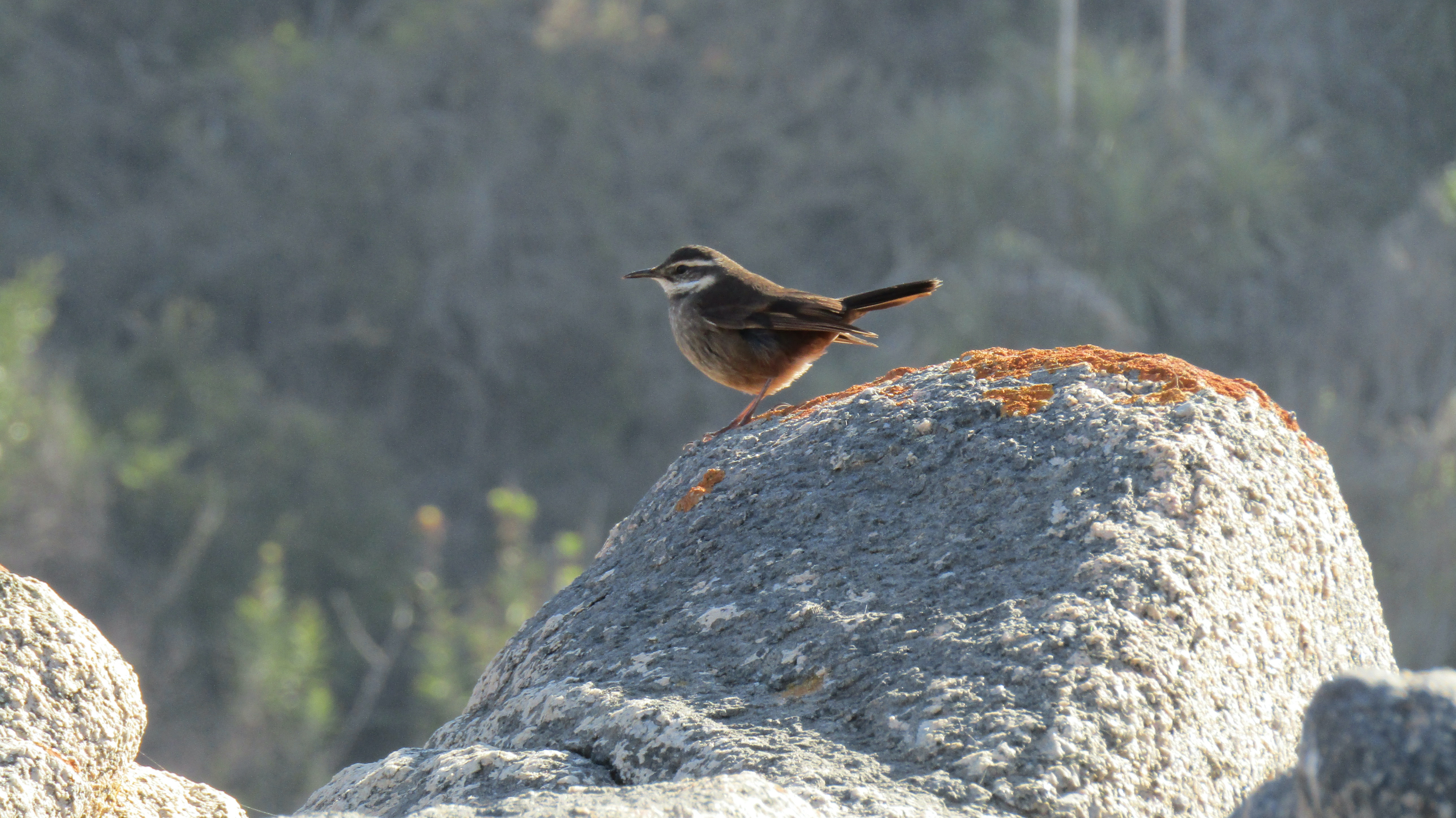
Ejemplar del ave churrete acanelado (Cinclodes fuscus) posado sobre una roca en el Humedal de Tunquén, Región de Valparaíso, Chile.

La presencia de aves migratorias en el Humedal de Tunquén entre primavera y verano, tales como el playero de Baird (Calidris bairdii), la gaviota de Franklin (Larus pipixcan) y el zarapito común (Numenius phaeopus), entre otras, es evidencia que este humedal es una ruta de aves migratorias provenientes del hemisferio norte que visitan las costas de Chile para pasar el invierno boreal, actuando este humedal como corredor ecológico, tanto a nivel del Océano Pacífico, donde el humedal de Tunquén funciona como "nodo" o "vértice", como en el litoral central de Chile.
A la fecha se han avistado 135 especies distintas de aves en el Santuario de La Naturaleza Humedal de Tunquén, según los registros de la plataforma de ciencia ciudadana eBird, y un total de 214 especies considerando flora, fauna y funga, según los registros de la plataforma de ciencia ciudadana iNaturalist. aves nativas como cachuidito (anairetes parulus), Jilguero (spinus barbatus), bailarín chico (anthus correndera), jote cabeza negra (Coragyps atratus), turca (pteroptochos megapodius).

## Patrimonio Cultural
Una inspección arqueológica realizada en 2015 identificó la existencia de 14 sitios arqueológicos, 3 hallazgos arqueológicos aislados y 1 sitio antropológico dentro de los límites del Santuario de La Naturaleza Humedal de Tunquén, así como otros dos sitios arqueológicos localizados fuera del mismo, a casi 100 metros y 50 metros del deslinde oeste del Santuario.
Los sitios arqueológicos corresponden a conchales de diversa densidad y potencia, y los hallazgos, a fragmentos cerámicos y líticos, los cuales en su totalidad son atribuidos a poblaciones prehispánicas del Período Alfarero, Período Alfarero Temprano y Período Intermedio Tardío de Chile Central, según cada caso. Por su parte, el sitio antropológico corresponde a la instalación actual de una gruta de la Virgen de Lourdes.

## Amenazas
De las amenazas a los objetos de conservación detalladas en el Plan de Manejo del Santuario de La Naturaleza Humedal de Tunquén, destacan las siguientes:
1. Extracción de agua superficial y subterránea: Fue clasificada como una amenaza “muy alta” para los objetos de conservación, principalmente para el humedal, bosque y matorral esclerófilo, debido a que esta acción aumenta el estrés hídrico de la zona y afecta al componente fundamental de los humedales. Los efectos generados por la extracción desmedida de agua se pueden revertir, pero es necesario un esfuerzo de los actores locales para una coordinación y un uso eficiente del recurso en el territorio. A grandes rasgos, el grupo con mayor poder en cuanto a ocupación y control del recurso hídrico, pero de menor interés en cuanto a conservación dado el uso intensivo del mismo, estaría conformado por las inmobiliarias del sector, así como por el “Condominio Santa Augusta” de Quintay, dueñas de derechos de agua en Tunquén. De hecho, se ha desencadenado un conflicto ambiental en torno al desarrollo inmobiliario en Tunquén, siendo parte del catastro de conflictos ambientales registrados por Fundación Terram en la Región de Valparaíso en 2024.[13]
2. Presencia de especies exóticas invasoras: La presencia de especies exóticas en el Humedal de Tunquén es una amenaza considerada “alta”, donde las más relevantes son: fauna íctica como la carpa común (Cyprinus carpio) y el chanchito (Australoherus facetus); fauna terrestre como conejos (Oryctolagus cuniculus), liebres (Lepus europaeus Pallas), perros (Canis familiaris) y gatos (Felis silvestris catus); y flora como el lupino amarillo (Lupinus luteus), el dedal de oro (Eschscholzia califórnica) y la zarzamora (Rubus ulmifolius). Algunas de las especies mencionadas son parte de las cien especies invasoras más dañinas del mundo. La presencia de gatos y perros afectan a las aves y mamíferos pequeños, debido a que impiden su descanso y depredan ejemplares adultos, crías e incluso huevos en el caso de las aves. El conejo y la liebre son especies que afectan principalmente a la flora y vegetación, debido a que contribuyen al ramoneo de las plántulas y semillas de vegetación nativa. Con relación a las especies invasoras de flora, el lupino amarillo se encuentra en un estado inicial de colonización en Tunquén, por lo que se sugiere una rápida acción para erradicar las plantas adultas (sector Los Cipreses) y una revisión anual en primavera de individuos juveniles. Es un buen síntoma no haber detectado el Chrysanthemoides monilifera, especie sudafricana muy agresiva en el resto de las zonas costeras de la región.
3. Extracción de áridos: Fue clasificada como una amenaza “alta” debido a que contribuyen a la pérdida de hábitat y a la destrucción del ecosistema. El desarrollo urbano y las parcelas de agrado son considerados como uno de los factores contribuyentes a la creciente extracción de áridos que se produce en el estero Casablanca.
4. Fuentes de contaminación hídrica: Fue clasificada como una amenaza “alta” debido al uso excesivo de plaguicidas en la agricultura, que afecta la calidad del agua, la salud de los organismos vivos y la seguridad humana, además de obstaculizar actividades económicas y recreativas.
5. Tránsito de vehículos: Fue clasificada como una amenaza “alta” debido a que provoca colisiones con la fauna, aumenta el material particulado y el ruido, degrada el paisaje, destruye hábitats, compacta el suelo, y altera tanto el régimen hidrológico como la calidad del agua.